# Campionati africani di atletica leggera 2016 - 100 metri piani maschili
La specialità dei 100 metri piani maschili ai Campionati africani di atletica leggera di Durban 2016 si è svolto il 22 e 23 giugno 2016 al Kings Park Stadium.

## Risultati

### Batterie
Qualificazione: i primi 3 di ogni batterie (Q) e i 6 più veloci degli esclusi (q) si qualificano in semifinale.
Vento:
Gruppo 1: +0.8 m/s, Gruppo 2: +2.0 m/s, Gruppo 3: +0.5 m/s, Gruppo 4: +2.3 m/s, Gruppo 5: +1.5 m/s, Gruppo 6: +1.6 m/s
| Class | Gruppo | Atleta                  | Nazione        | Tempo | Note |
| ----- | ------ | ----------------------- | -------------- | ----- | ---- |
| 1     | 4      | Ben Youssef Meïté       | Costa d'Avorio | 10.22 | Q    |
| 2     | 4      | Gerald Phiri            | Zambia         | 10.23 | Q    |
| 3     | 6      | Emmanuel Matadi         | Liberia        | 10.24 | Q    |
| 4     | 2      | Akani Simbine           | Sudafrica      | 10.27 | Q    |
| 5     | 5      | Mosito Lehata           | Lesotho        | 10.32 | Q    |
| 6     | 5      | Karabo Mothibi          | Botswana       | 10.33 | Q    |
| 7     | 5      | Thando Roto             | Sudafrica      | 10.36 | Q    |
| 8     | 3      | Arthur Gué Cissé        | Costa d'Avorio | 10.39 | Q    |
| 8     | 4      | Suwaibou Sanneh         | Gambia         | 10.39 | Q    |
| 10    | 1      | Josh Swaray             | Senegal        | 10.44 | Q    |
| 10    | 3      | Adama Jammeh            | Gambia         | 10.44 | Q    |
| 12    | 2      | Gabriel Mvumvure        | Zimbabwe       | 10.46 | Q    |
| 13    | 1      | Tlotliso Leotlela       | Sudafrica      | 10.47 | Q    |
| 13    | 2      | Aziz Ouhadi             | Marocco        | 10.47 | Q    |
| 15    | 3      | Brian Kasinda           | Zambia         | 10.48 | Q    |
| 16    | 3      | Moulaye Sonko           | Senegal        | 10.49 | q    |
| 17    | 2      | Mark Otieno             | Kenya          | 10.51 | q    |
| 18    | 1      | Titus Kafunda           | Zambia         | 10.53 | Q    |
| 19    | 6      | Christopher Naliali     | Costa d'Avorio | 10.57 | Q    |
| 20    | 4      | Kokoutse Fabrice Dabla  | Togo           | 10.64 | q    |
| 21    | 1      | Mlandvo Shongwe         | eSwatini       | 10.65 | q    |
| 22    | 2      | Keene Motukisi          | Botswana       | 10.66 | q    |
| 23    | 4      | Jonathan Permal         | Mauritius      | 10.70 | q    |
| 23    | 5      | Gilbert Otieno          | Kenya          | 10.70 |      |
| 25    | 2      | Mohamed Dawoud          | Egitto         | 10.72 |      |
| 26    | 3      | Even Tjiviju            | Namibia        | 10.75 |      |
| 27    | 5      | Ngoni Makusha           | Zimbabwe       | 10.80 |      |
| 28    | 5      | Shadrack Opoku-Agyeman  | Ghana          | 10.88 |      |
| 29    | 2      | Dylan Sicobo            | Seychelles     | 10.89 |      |
| 30    | 1      | Holder da Silva         | Guinea-Bissau  | 10.93 |      |
| 31    | 4      | Abdusetar Kemal         | Etiopia        | 11.00 |      |
| 32    | 1      | Shingirai Hlanguyo      | Zimbabwe       | 11.14 |      |
| 33    | 5      | Khumbo Makwakwa         | Malawi         | 11.42 |      |
| 34    | 4      | Benetch Mulumba Kabongo | RD del Congo   | 11.50 |      |
| 35    | 6      | Didier Kiki             | Benin          | 11.58 | Q    |
| 36    | 3      | Tjimbatu Kauajo         | Namibia        | 11.64 |      |
| 37    | 6      | Gat Kuoth Wal           | Sudan del Sud  | 11.79 |      |
| 38    | 3      | Ben Okecha Paul         | Sudan del Sud  | 12.02 |      |
| N.D.  | 6      | Desdmond Aree           | Ghana          | dq    |      |
| N.D.  | 6      | Gange Etemabeka         | Rep. del Congo | dnf   |      |
| N.D.  | 1      | Mike Mokamba Nyang'au   | Kenya          | dns   |      |
| N.D.  | 1      | Ebrima Camara           | Gambia         | dns   |      |
| N.D.  | 2      | Sidiki Ouedraogo        | Burkina Faso   | dns   |      |
| N.D.  | 3      | Sean Safo-Antwi         | Ghana          | dns   |      |
| N.D.  | 4      | Divine Oduduru          | Nigeria        | dns   |      |
| N.D.  | 5      | Gérard Kobéané          | Burkina Faso   | dns   |      |
| N.D.  | 6      | Idrissa Adam            | Camerun        | dns   |      |
| N.D.  | 6      | Bediru Mehammed         | Etiopia        | dns   |      |

### Semifinale
Qualification: i primi due di ogni semifinale (Q) ed i 2 più veloci degli esclusi (q) si qualificano in finale.
Vento:
Gruppo 1: +1.3 m/s, Gruppo 2: +0.6 m/s, Gruppo 3: +2.1 m/s
| Class | Gruppo | Atleta                 | Nazione        | Tempo | Note |
| ----- | ------ | ---------------------- | -------------- | ----- | ---- |
| 1     | 1      | Ben Youssef Meïté      | Costa d'Avorio | 10.15 | Q    |
| 2     | 2      | Mosito Lehata          | Lesotho        | 10.20 | Q    |
| 3     | 3      | Emmanuel Matadi        | Liberia        | 10.20 | Q    |
| 4     | 2      | Gerald Phiri           | Zambia         | 10.24 | Q    |
| 5     | 3      | Akani Simbine          | Sudafrica      | 10.25 | Q    |
| 6     | 1      | Thando Roto            | Sudafrica      | 10.28 | Q    |
| 7     | 1      | Karabo Mothibi         | Botswana       | 10.29 | q    |
| 7     | 2      | Tlotliso Leotlela      | Sudafrica      | 10.29 | q    |
| 7     | 2      | Adama Jammeh           | Gambia         | 10.29 |      |
| 10    | 2      | Josh Swaray            | Senegal        | 10.31 |      |
| 11    | 1      | Gabriel Mvumvure       | Zimbabwe       | 10.39 |      |
| 12    | 1      | Aziz Ouhadi            | Marocco        | 10.40 |      |
| 13    | 3      | Suwaibou Sanneh        | Gambia         | 10.41 |      |
| 14    | 3      | Brian Kasinda          | Zambia         | 10.47 |      |
| 15    | 3      | Moulaye Sonko          | Senegal        | 10.48 |      |
| 16    | 2      | Mark Otieno            | Kenya          | 10.49 |      |
| 16    | 3      | Arthur Gué Cissé       | Costa d'Avorio | 10.49 |      |
| 18    | 1      | Titus Kafunda          | Zambia         | 10.51 |      |
| 19    | 3      | Mlandvo Shongwe        | eSwatini       | 10.56 |      |
| 20    | 2      | Keene Motukisi         | Botswana       | 10.58 |      |
| 21    | 2      | Christopher Naliali    | Costa d'Avorio | 10.62 |      |
| 22    | 1      | Kokoutse Fabrice Dabla | Togo           | 10.74 |      |
| 23    | 1      | Jonathan Permal        | Mauritius      | 10.74 |      |
| 24    | 3      | Didier Kiki            | Benin          | 11.25 |      |

### Finale
Vento: +2.4 m/s
| Class   | Corsia | Atleta            | Nazione        | Tempo | Note |
| ------- | ------ | ----------------- | -------------- | ----- | ---- |
| Oro     | 3      | Ben Youssef Meïté | Costa d'Avorio | 9.95  |      |
| Argento | 4      | Mosito Lehata     | Lesotho        | 10.04 |      |
| Bronzo  | 7      | Akani Simbine     | Sudafrica      | 10.05 |      |
| 4       | 1      | Tlotliso Leotlela | Sudafrica      | 10.24 |      |
| 5       | 5      | Emmanuel Matadi   | Liberia        | 10.24 |      |
| 6       | 8      | Karabo Mothibi    | Botswana       | 10.36 |      |
| N.D.    | 6      | Gerald Phiri      | Zambia         | dns   |      |
| N.D.    | 2      | Thando Roto       | Sudafrica      | dns   |      |